# Barbara Oliwiecka
Barbara Anna Oliwiecka z domu Paprzycka (ur. 7 stycznia 1977 w Kaliszu) – polska działaczka polityczna i samorządowa, przedsiębiorca, posłanka na Sejm X kadencji.

## Życiorys
Uzyskała magisterium z planowania przestrzennego na Uniwersytecie im. Adama Mickiewicza w Poznaniu. Odbyła też studia podyplomowe „trener biznesu” we Wrocławiu. Zajęła się prowadzeniem własnej działalności gospodarczej w branży szkoleniowej i doradczej, objęła również stanowisko kierownicze w kaliskiej firmie produkcyjnej.
Była działaczką Nowoczesnej, w 2015 kandydowała z jej listy do Sejmu. W 2018 z ramienia Koalicji Obywatelskiej uzyskała mandat radnej miejskiej w Kaliszu. Przystąpiła później do Polski 2050 Szymona Hołowni, weszła w skład zarządu regionu wielkopolskiego partii.
W wyborach parlamentarnych w 2023 została wybrana na posłankę X kadencji z okręgu kaliskiego, kandydując z drugiego miejsca na liście koalicji Trzecia Droga i otrzymując 12 214 głosów. W 2024 bez powodzenia startowała do Parlamentu Europejskiego X kadencji.

## Wyniki wyborcze
| Wybory | Komitet wyborczy                | Komitet wyborczy     | Organ               | Okręg          | Wynik          |
| ------ | ------------------------------- | -------------------- | ------------------- | -------------- | -------------- |
| 2015   |                                 | Nowoczesna           | Sejm VIII kadencji  | nr 36          | 309 (0,09%)    |
| 2018   |                                 | Koalicja Obywatelska | Rada Miasta Kalisza | nr 3           | 971 (8,64%)    |
| 2023   |                                 | Trzecia Droga        | Sejm X kadencji     | nr 36          | 12 214 (2,25%) |
| 2024   | Parlament Europejski X kadencji | Trzecia Droga        | nr 7                | 14 080 (1,37%) |                |